# Ruska obećanja
Ruska obećanja (eng. Eastern Promises) je kriminalistički triler Davida Cronenberga iz 2007. s Viggom Mortensenom i Naomi Watts. Film je nastao prema scenariju Stevena Knighta, a govori o britanskoj primalji koja stupi u vezu s ruskom mafijom u Londonu. Snimanje je počelo u studenom 2006., na lokacijama u i oko Londona. Film je poznat po mnogim neočekivanim preokretima te nasilju i realnom prikazu ruskog kriminalnog podzemlja, uključujući korištenje tetovaža.
Premijerno je prikazan 8. rujna 2007. na Međunarodnom film festivalu u Torontu, 20. rujna u Europi na Međunarodnom film festivalu u San Sebastianu te 21. rujna u Sjevernoj Americi. Prema podacima od 31. siječnja 2008., film je zaradio 51,202,291 dolara te doživio priznanja kritike, našavši se na nekoliko ljestvica deset najboljih filmova 2007. američkih kritičara. Ruska obećanja osvojila su mnoge nagrade, uključujući nagradu publike na festivalu u Torontu te za najboljeg glumca za Mortensena na dodjeli Britanskih nezavisnih filmskih nagrada. Bio je nominiran za dvanaest Genie nagrada, tri Zlatna globusa, a Mortensen je nominiran za Oscar za najboljeg glavnog glumca, koji je na kraju pripao Danielu Day-Lewisu.

## Radnja
Film počinje s ubojstvom u brijačnici. Kasnije, Anna Kitrova, primalja u londonskoj bolnici, na tijelu četrnaestogodišnje djevojke koja umire pri porodu, pronalazi dnevnik na ruskom jeziku. Pronalazi i kartu za trans-sibirski restoran koji je u vlasništvu Semjona, šefa ruske mafije ili vory v zakone ("lopovi u zakonu"). Anna odlučuje pronaći djevojčinu obitelj kako bi pronašla dom za novorođenu djevojčicu. Annina majka Helen je ne obeshrabruje, ali Annin ujak Stepan (rodom iz Kijeva), kojeg Ana zamoli da joj prevede dnevnik, upozori je da bude oprezna. Preko Semjona i njenog ujaka, Anna saznaje da su Semjon i njegov hvalisavi i nestabilni sin, Kiril, zlostavljali Tatjanu i prisiljavali je na prostituciju, te da je Semjon silovao djevojku.
Kirilov vozač je Rus Nikolaj Lužin, koji djeluje i kao "čistač" za obitelj, bacajući leševe u Temzu. Nikolaj postaje sve važniji čovjek u obitelji, dijelom zbog zaštite Kirila, koji je odobrio ubojstvo šefa suparničke čečenske obitelji (koji je sugerirao kako je Kiril homoseksualac, što se sugerira i drugim scenama i incidentima u filmu). Semjon nije odobrio napad, a sada braća ubijenog dolaze u London kako bi se osvetili. Semjon, uplašen za sinovu sigurnost, smišlja plan. Odlučuje predati "Kirila" Čečenima, što uključuje da Nikolaj postane punopravni član obitelji, odnosno da dobije odgovarajuće tetovaže. Dogovara se sastanak u ruskoj kupelji, a Čečenima je rečeno kako je tetovirani Nikolaj zapravo Kiril. Čečeni napadnu Nikolaja noževima, ali ih ovaj uspije ubiti obojicu. Nikolaj biva ozbiljno ranjen i poslan u bolnicu.
Pri kraju filma se otkriva kako je Nikolaj zapravo član Ruske obavještajne službe (FSB) i doušnik Scotland Yarda o ruskoj mafiji u Londonu na tajnom zadatku. Nikolaj je uspio pročitati Tatjanin dnevnik prije nego što ga je Semjon spalio, a iz toga se razvija plan o Semjonovu uhićenju i osudi za Tatjanino silovanje, čime bi Kiril postao najmoćniji član londonske podružnice mafije, s Nikolajem u sjeni. Plan uspijeva, Anna usvaja dijete, a Nikolaj postaje glavni mafijaš u Londonu.

## Glumci
- Viggo Mortensen kao Nikolaj Lužin
- Naomi Watts kao Anna Kitrova
- Vincent Cassel kao Kiril
- Armin Mueller-Stahl kao Semjon
- Jerzy Skolimowski kao Stepan
- Mina E. Mina kao Azim
- Sinéad Cusack kao Helen
- Donald Sumpter kao Jurij
- Sarah-Jeanne Labrosse kao Tatjana
- Tatiana Maslany, Tatjanin glas
- Dan Fleury kao Andrei
- Igor Outkine, klavijaturist i pjevač u sceni rođendanske zabave

## Produkcija

### Lokacije
Snimanje je počelo u studenom 2006., a razne scene su snimljene u St. John Streetu u londonskom Farringdonu. Snimanje se odvijalo i u Broadway Marketu u Hackneyju.
"Trans-sibirski restoran" smješten je u Farmiloe Buildingu[neaktivna poveznica], St. John Street 34. To je šesta najpopularnija filmska i televizijska lokacija u Londonu, koja je korištena i za seriju Obavještajci te filmove Penelope i Batman: Početak.
Ulaz u "Ankara Social Club" je zapravo ulaz u stambenu zgradu. Frizer s Broadway Marketa poznat pod imenom "Broadway Gents Hairstylist" za potrebe filma je promijenio naziv u "Azim's Hair Saloon", gdje je ubijen od Rusa. Vlasnik Ismail Yesiloglu odlučio je zadržati većinu izgleda nakon snimanja.

### Tetovaže
Prema članku u New York Daily Newsu, Viggo Mortensen je proučavao ruske gangstere i njihove tetovaže, a pogledao je i dokumentarac o toj temi nazvan The Mark of Cain iz 2000. Prema članku, tetovaže su bile tako uvjerljive da, kad je ušao u ruski restoran u Londonu, par do njega je ušutio nakon što je vidio tetovaže na njegovim rukama, ali kako Mortensen nije znao ruski atmosfera se ubrzo vratila u normalu. Od tog dana je ispirao tetovaže svaki put kad bi odlazio sa seta. Mortensen je rekao:
"Razgovarao sam s njima što one znače i na kojim dijelovima tijela se stavljaju, a prema njihovim riječima, one označavaju što su im specijaliteti, njihovu etničku i zemljopisnu pripadnost. Praktički njihova povijest je njihovo tijelo."

### Nasilje
Kad su ga u intervjuu pitali o razlici između "nasilja vatrenim oružjem" i "nasilja hladnim oružjem", Croneneberg je odgovorio, "U ovom filmu nema pištolja. Pištolja nije bilo u scenariju. Izbor tih zakrivljenih noževa u kupelji bio je moj. To nisu samo egzotični turski noževi, to su noževi za linoleum. Mislio sam kako bi ti tipovi mogli hodati ulicama s tim noževima, a ako bi bili uhvaćeni, mogli bi reći da su rezači linoleuma."

## Premijera
Film je premijerno prikazan 8. rujna 2007. na Međunarodnom film festivalu u Torontu gdje je 15. rujna osvojio nagradu publike za najbolji film. U Rusiji je objavljen 13. rujna 2007.
U Sjedinjenim Državama i Kanadi film je 14. rujna 2007. doživio ograničeno izdanje u 15 kina i zaradio 547,092 dolara. Puno izdanje u tim zemljama bilo je 21. rujna (uz proširenje na 1404 kina), a zaradio je 5,659,133 dolara. Prema podacima od 31. siječnja 2008., film je u cijelom svijetu ostvario zaradu od 51,202,291 dolara - 17,266,000 u SAD-u i Kanadi i 33,936,291 u ostalim zemljama.
Film je bio u konkurenciji na Filmskom festivalu u San Sebastianu 20. rujna 2007.
17. listopada 2007. je prikazan i na Londonskom filmskom festivalu, a u Ujedinjenom Kraljevstvu je objavljen 26. listopada 2007.

## Kritike
Film je pokupio uglavnom pozitivne kritike. Prema podacima od 27. lipnja 2008. na Rotten Tomatoesu, 88 posto kritičara je izrazilo pozitivno mišljenje o filmu, na osnovi 177 recenzija. Na Metacriticu je rezultat 82 od 100, na osnovi 35 recenzija. Todd McCarthy iz Varietyja, David Elliott iz San Diego Union-Tribunea i Tony Medley naglasili su preokrete u filmu.
Roger Ebert iz Chicago Sun-Timesa dao je filmu četiri zvjezdice i napisao "Ruska obećanja nisu običan kriminalistički triler, kao što ni Cronenberg nije običan redatelj", te dodao, "Cronenberg se sa svakim filmom penjao na ljestvici najboljih redatelja, a ovdje se ponovno mudro udružio s Mortensenom" koji "tako duboko ulazi u ulogu da ga isprva ne prepoznajete." Ebert je rekao kako u filmu postoji scena tučnjave koja "postavlja jednake standarde koje je Francuska veza postavila za potjere."
J. Hoberman iz Village Voicea je rekao, "Već sam rekao i nadam se da ću reći ponovno: David Cronenberg je najprovokativniji, najoriginalniji i konstantno najizvrsniji sjevernoamerički redatelj svoje generacije." Hoberman je rekao kako film nastavlja trend "ubojitih obiteljskih drama" viđen u Pauku i Povijesti nasilja. Nazvao je film "slikovitim, ali nikad bezrazložnim u nasilju", "napadnim, ali opet zauzdanim", "majstorskim djelom ugođaja", "varljivo općenitim" te dodao kako film "predstavlja naturaliziranu verziju ruskog horora Noćna straža." Kad je opisivao izbor glumaca, Hoberman je rekao "Mueller-Stahl je možda površan... ali Vincent Cassel se doslovno baca u svoju ulogu", a "Mortensen je još više naelektriziran nego u Povijesti nasilja."
Kritičarka Film Journal Internationala Doris Toumarkine rekla je kako je film "jako zabavan, ali ponekad daje prikaz posebno potkupljive branše ruske mafije." Toumarkine je napisala kako su Mortensen i Watts "intrigantne moralne suprotnosti. Oni su i ključni sastojak koji Ruska obećanja čini ugodnim i u filmskom smislu bogati boršč u kojem će filmofili uživati." Mortensenovu ulogu je opisala kao "zapanjujuću", a onu Watts "dirljivom", Caselovu "posebno slasnom", ali je dodala kako se Mueller-Stahl, Cusack i Skolimowski ne mogu prežvakati." Rekla je kako je film blagoslovljen ugodnim soundtrackom Howarda Shorea koji pušta druge elemente filma da dišu samostalno."
Bruce Westbrook iz Houston Chroniclea dao je filmu jednu od četiri zvjezdice i rekao da ima "spetljanu radnju". Napisao je, "ono o čemu se ovdje radi, više od osjetljivosti prema potjeranim ljudima i društvene analize, je nasilje - užasno, stravično nasilje." Westbrook je rekao, "Za Cronenberga, takav jeftini senzacionalizam je uobičajeni posao, a u ovoj udaljenoj točki njegove karijere, takav posao je otišao u umjetnički bankrot." Westbrook je napisao kako film "ne govori o ruskim bandama koliko o Cronenbergovoj vlastitoj mračnoj strasti ne samo za nasiljem nego mučnom krvoproliću, kojim nemilosrdno vitla".

## Nagrade i nominacije
Ruska obećanja osvojila su 15. rujna 2007. nagradu publike za najbolji film na Međunarodnom film festivalu u Torontu.
Film je 65. dodjeli Zlatnih globusa bio nominiran u 3 kategorije, ali nije pobijedio ni u jednoj. Film je bio nominiran za najbolju dramu, Viggo Mortensen za najboljeg glumca u drami, a Howard Shore za najbolju originalnu glazbu.
Film je 2007. nominiran za pet Britanskih nagrada za nezavisni film, a pobijedio je u jednoj kategoriji, za Mortensena za najboljeg glumca.
Glumac je bio nominiran i za Oscara na 80. dodjeli te nagrade, ali je rekao za Associated Press, "Ako je u tijeku štrajk, neću ići." - referirajući se na štrajk Ceha scenarista. Štrajk je završen 12. veljače 2008., a on je bio nazočan svečanosti.

### Nagrade Genie
Ruska obećanja nominirana su za 12 nagrada na 28. dodjeli Nagrada Genie, čime se izjednačio po broju nominacija s filmom Rukovanje s vragom. Film je osvojio sedam nagrada.
Nominacije
- Najbolji film
- Najbolja scenografija (Carol Spier)
- Najbolja kostimografija (Denise Cronenberg)
- Najbolja fotografija (Peter Suschitzky)
- Najbolja režija (David Cronenberg)
- Najbolja montaža (Ronald Sanders)
- Najbolja glazba (Howard Shore)
- Najbolji glavni glumac (Viggo Mortensen)
- Najbolji sporedni glumac (Armin Mueller-Stahl)
- Najbolji zvuk (Stuart Wilson, Christian Cooke, Orest Sushko, Mark Zsifkovits)
- Najbolja montaža zvuka (Wayne Griffin, Roberto Bertola, Tony Currie, Andy Malcolm, Michael O'Farrell)
- Najbolji originalni scenarij (Steve Knight)

### Top deset ljestvice
Film se pojavio na ljestvicama deset najboljih filmova 2007. raznih kritičara.
- 2. - J. Hoberman, The Village Voice
- 4. - Manohla Dargis, The New York Times (zajedno s filmom Colossal Youth)
- 4. - Peter Travers, Rolling Stone[29]
- 4. - Steven Rea, The Philadelphia Inquirer
- 5. - Frank Scheck, The Hollywood Reporter
- 7. - Liam Lacey & Rick Groen, The Globe and Mail
- 7. - Scott Foundas, LA Weekly (zajedno s filmom Dok vrag ne sazna da si mrtav)
- 8. - Desson Thomson, The Washington Post
- 9. - Nathan Lee, The Village Voice
- 9. - Shawn Levy, The Oregonian
- 10. - Jack Mathews, New York Daily News
- 10. - Marjorie Baumgarten, The Austin Chronicle

## Vanjske poveznice
- Službena stranica  Arhivirana inačica izvorne stranice od 10. prosinca 2007. (Wayback Machine)
- Ruska obećanja u internetskoj bazi filmova IMDb-a
- Ruska obećanja na Rotten Tomatoes
- Ruska obećanja na Box Office Mojo